# Kreis Siegen-Wittgenstein
Der Kreis Siegen-Wittgenstein (bis 1984 Kreis Siegen) liegt im Südosten von Nordrhein-Westfalen und ist der südlichste in Westfalen. Er gehört zum Regierungsbezirk Arnsberg und ist Mitglied im Landschaftsverband Westfalen-Lippe. Sitz des Kreises ist Siegen. Der Kreis entstand zum 1. Januar 1975 als Rechtsnachfolger der zuvor eigenständigen Kreise Siegen und Wittgenstein.

## Geographie

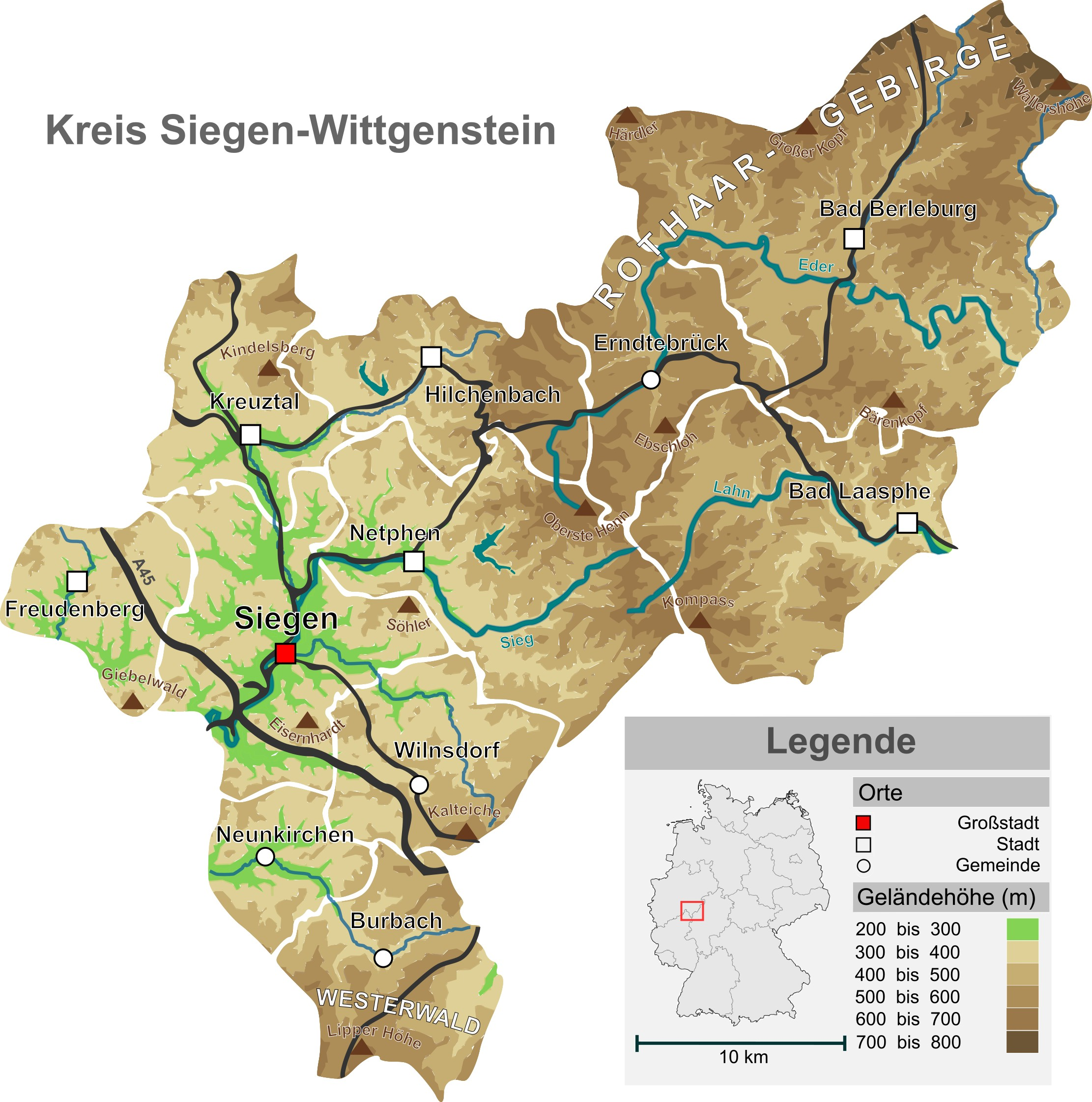
Topographische Höhenschichtenkarte des Kreises Siegen-Wittgenstein

### Lage
Der Kreis Siegen-Wittgenstein wird im Norden durch das Rothaargebirge und im Süden durch den Westerwald begrenzt. Im Osten geht das Kreisgebiet ohne natürliche Grenzen in den nordhessischen Bereich über. Die Hauptflüsse sind im Westen die Sieg und im Osten Lahn und Eder. Das gesamte Kreisgebiet gehört zur übergeordneten Naturlandschaft des Rheinischen Schiefergebirges.
Der waldreichste Kreis Deutschlands ist wie das sich nordwestlich anschließende Sauerland durch seinen Mittelgebirgscharakter geprägt. 71 Prozent der Fläche bestehen aus Wald; dies wurde bei der Waldinventur festgestellt. Insgesamt 80.000 Hektar Wald sind im Kreisgebiet vorhanden; davon sind 57 Prozent Nadelwald.

### Mittelpunkt des Kreises Siegen-Wittgenstein
Im Rothaargebirge liegt westlich des Ederkopfs (650 m) am quellnahen Oberlauf der Eder der geographische Mittelpunkt des Kreises Siegen-Wittgenstein. Der neben einer großen Eiche festgelegte Kreismittelpunkt ist durch einen großen Steinquader markiert. Dessen Informationstafel trägt unter anderem diese Inschriften: Der Mittelpunkt des Kreises Siegen-Wittgenstein. Gefunden durch die Hörer von Radio Siegen am 18. Juli 2008. Etwa 1150 m südwestlich dieser Stelle, an welcher der Rothaarsteig auf 592,9 m Höhe vorbeiführt, steht das ehemalige Forsthaus Hohenroth, das nun als Gasthaus und Waldinformationszentrum dient.

### Kreisgliederung
Der Kreis Siegen-Wittgenstein gliedert sich in elf kreisangehörige Gemeinden, darunter zwei mittlere kreisangehörige Städte und Siegen als große kreisangehörige Stadt.
| Name          | Einwohner | Fläche      | Einw./km² | Status                         | AGS        |
| ------------- | --------- | ----------- | --------- | ------------------------------ | ---------- |
| Bad Berleburg | 018.400   | 0275.52 km² | 067       | kreisangehörige Stadt          | 05 970 004 |
| Bad Laasphe   | 013.148   | 0135.95 km² | 097       | kreisangehörige Stadt          | 05 970 028 |
| Burbach       | 014.553   | 0079.72 km² | 183       | kreisangehörige Gemeinde       | 05 970 008 |
| Erndtebrück   | 00.6792   | 0070.98 km² | 096       | kreisangehörige Gemeinde       | 05 970 012 |
| Freudenberg   | 017.355   | 0054.60 km² | 318       | kreisangehörige Stadt          | 05 970 016 |
| Hilchenbach   | 014.412   | 0081.12 km² | 178       | kreisangehörige Stadt          | 05 970 020 |
| Kreuztal      | 030.905   | 0071.07 km² | 435       | mittlere kreisangehörige Stadt | 05 970 024 |
| Netphen       | 023.080   | 0137.39 km² | 168       | mittlere kreisangehörige Stadt | 05 970 032 |
| Neunkirchen   | 012.705   | 0039.81 km² | 319       | kreisangehörige Gemeinde       | 05 970 036 |
| Siegen        | 102.685   | 0114.69 km² | 895       | große kreisangehörige Stadt    | 05 970 040 |
| Wilnsdorf     | 020.039   | 0072.04 km² | 278       | kreisangehörige Gemeinde       | 05 970 044 |
|               | 274.074   | 1132.89 km² | 242       | Kreis Siegen-Wittgenstein      | 05 970     |

(Einwohnerzahlen vom 31. Dezember 2024)
Die Gemeinde Erndtebrück sowie die Kurbäder Bad Berleburg und Bad Laasphe gehören zum Wittgensteiner Land und kamen aus dem Kreis Wittgenstein, die anderen Städte und Gemeinden liegen im Siegerland und stammten aus dem Kreis Siegen.

### Nachbarkreise
Der Kreis Siegen-Wittgenstein grenzt, im Uhrzeigersinn im Nordwesten beginnend, an den Kreis Olpe und an den Hochsauerlandkreis (beide in Nordrhein-Westfalen), an die Landkreise Waldeck-Frankenberg, Marburg-Biedenkopf und Lahn-Dill-Kreis (alle in Hessen) sowie an den Westerwaldkreis und an den Landkreis Altenkirchen (Westerwald) (beide in Rheinland-Pfalz).

## Geschichte

### Entstehung und Namensdebatte
Der Kreis Siegen-Wittgenstein entstand aufgrund des Sauerland/Paderborn-Gesetzes am 1. Januar 1975 durch Zusammenfassung der Gemeinden Bad Berleburg, Burbach, Erndtebrück, Freudenberg, Hilchenbach, Kreuztal, Laasphe, Netphen, Neunkirchen, Siegen und Wilnsdorf. Die Rechtsvorgänger, die Kreise Siegen und Wittgenstein wurden aufgelöst. Mit seiner Gründung hieß der neue Kreis noch „Kreis Siegen“. Schon im Zuge der Neugliederung hatte der Kreistag des Kreises Wittgenstein im Sommer 1973 eigentlich beschlossen, dass der neue Kreis den Namen „Siegen-Wittgenstein“ erhalten soll. Auch aufseiten des Altkreises Siegen vertrat man diesen Vorschlag. Doch der zuständige Landtag legte im Neugliederungsgesetz 1975 den Namen „Kreis Siegen“ fest, orientiert am Verwaltungssitz des Kreises. Ab Mai 1976 gab es immer wieder Initiativen, die „Siegen-Wittgenstein“ einführen wollten. Vor allem im Wittgensteiner Land äußerte die Bevölkerung ihre Unzufriedenheit und sah den Tourismus als Einnahmequelle gefährdet. 1983 hatte ein erneuter Antrag dann Erfolg: Am 20. Dezember 1983 wurde das Sauerland/Paderborn-Gesetz geändert und trat am 1. Januar 1984 in Kraft, was die Umbenennung in „Kreis Siegen-Wittgenstein“ mit sich brachte.

### Vorgeschichte
Das Gebiet des Kreises Siegen-Wittgenstein war bereits vor Christi Geburt von einer keltischen Urbevölkerung besiedelt. Bereits vor circa 2500 Jahren wurde durch seinen Reichtum an Eisenerz hier eine intensive Bergbau- und Eisenhüttenwirtschaft betrieben. In der keltischen Welt Westeuropas waren das Siegerland und sein östlicher Nachbar zu der Zeit daher sehr wichtig. Für die Verhüttung wurde sehr viel Holz als Brennstoff benötigt. Durch den Raubbau an den Wäldern soll nach archäologischen Forschungen das Gebiet zwischen 100 und etwa 800 n. Chr. entvölkert gewesen sein.
Erst die Franken besiedelten zur Zeit Karls des Großen das heutige Kreisgebiet erneut. Seit der Zeit herrschten im Westteil verschiedene Grafen aus dem Bereich Haiger/Dillenburg (Haus Oranien-Nassau). Diese waren eng verbunden mit den späteren Herrscherhäusern in Luxemburg und den Niederlanden. Wilhelm der Schweiger zog seine Heere zur Befreiung der Niederlande von den Spaniern auf der Ginsburg nahe Hilchenbach zusammen.
Während des Mittelalters gehörte das Siegerland zum Erzbistum Mainz und gewann wieder eine große Bedeutung als Bergrevier und in der Eisenerzeugung. Bis in die 1960er Jahre wurde der Eisenerzbergbau betrieben. Über 150 Jahre alte Stahlwerke wie die Edelstahlwerke Südwestfalen (früher Krupp Edelstahl, davor Stahlwerke Südwestfalen, davor Bremer Hütte) in Siegen-Geisweid sind noch heute in Betrieb, wenn auch mit spezielleren Produkten.
Die Siegerländer Mundart wird von Sprachforschern als nordöstlichster Teil des Moselfränkischen angesehen. Eine kulturelle Verbindung zu Westfalen, zu dem das Siegerland heute gehört, bestand nur teilweise. Heute noch erkennt man in den Wäldern die Befestigungsanlagen zwischen den Ländern der Franken und der Sachsen auf der Grenze zwischen dem Kreis Olpe und dem Kreis Siegen-Wittgenstein.
Die intensive Besiedlung des östlichen Kreisgebietes, also des Wittgensteiner Landes, setzte als Kolonisationsbewegung aus dem östlich benachbarten Hessen intensiver um 900 ein. Zuerst wurden die landwirtschaftlich günstigen Tallagen mit einzelnen Höfen oder kleinen Hofgruppen besiedelt; danach folgten bis etwa um 1000 auch die meisten der ungünstigeren, d. h. in der Regel höhergelegenen Siedlungslagen.
Die Wittgensteiner Mundart gehört deshalb im Gegensatz zum Siegerländer Dialekt zum oberhessischen Sprachraum.
Das Wittgensteiner Land bildete im späteren Mittelalter ab etwa 1238 und in der Frühneuzeit die Grafschaft Wittgenstein und als solche zuletzt geteilt unter den Linien Sayn-Wittgenstein-Berleburg und Sayn-Wittgenstein-Hohenstein. Im Jahre 1806 fielen die mittlerweile gefürsteten Gebiete zunächst an Hessen-Darmstadt. In dieser Zeit mussten die Einwohner der beiden Gebiete die Steuerabgaben unverändert an die alten Herrschaften abführen und zusätzlich die Steuern der neuen Herrschaft Hessen-Darmstadt aufwenden, was zu einer zusätzlichen Verarmung der ohnehin schon wirtschaftlich benachteiligten Bevölkerung führte.
Seit der Einnahme des Landes durch Preußen gehörten Siegerland und Wittgenstein als zwei Kreise zunächst zum Regierungsbezirk Koblenz der Provinz Großherzogtum Niederrhein. Bei einer Neuordnung unter Ludwig von Vincke wurden die Kreise 1817 dem Regierungsbezirk Arnsberg in der Provinz Westfalen zugeordnet.

### Einwohnerstatistik
| Jahr | Einwohner |
| ---- | --------- |
| 1975 | 289.100   |
| 1980 | 286.206   |
| 1985 | 278.506   |
| 1990 | 288.922   |
| 1995 | 299.336   |
| 2000 | 296.256   |
| 2005 | 291.372   |
| 2010 | 282.681   |
| 2015 | 280.800   |
| 2020 | 275.491   |

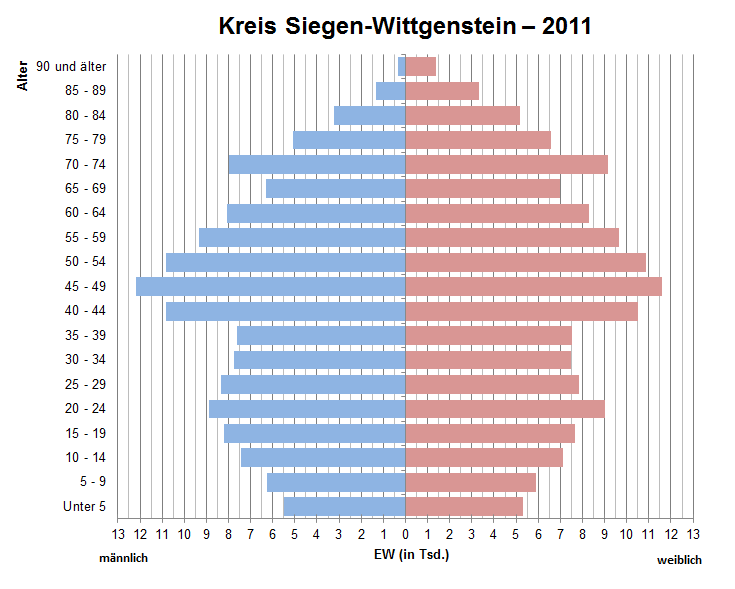
Bevölkerungspyramide für den Kreis Siegen-Wittgenstein (Datenquelle: Zensus 2011)

Die Einwohnerentwicklung unterscheidet sich im Kreisgebiet deutlich: Während das Siegerland seit 2011 kaum Einwohner verloren hat und insbesondere die Stadt Siegen Bevölkerungswachstum verzeichnen konnte, nimmt die Bevölkerung in den Wittgensteiner Kommunen weiter ab:
| Stadt          | Bevölkerung Zensus 2011 | Bevölkerung Zensus 2022 | Veränderung (%) |
| -------------- | ----------------------- | ----------------------- | --------------- |
| Bad Berleburg  | 19 754                  | 18 358                  | −7,07           |
| Burbach        | 14 502                  | 14 572                  | +0,48           |
| Erndtebrück    | 7 315                   | 6 799                   | −7,05           |
| Freudenberg    | 18 024                  | 17 475                  | −3,05           |
| Hilchenbach    | 15 387                  | 14 488                  | −5,84           |
| Kreuztal       | 30 754                  | 30 609                  | −0,47           |
| Bad Laasphe    | 14 186                  | 13 101                  | −7,65           |
| Netphen        | 23 326                  | 23 005                  | −1,38           |
| Neunkirchen    | 13 930                  | 12 949                  | −7,04           |
| Siegen         | 99 187                  | 102 275                 | +3,11           |
| Wilnsdorf      | 20 469                  | 20 115                  | −1,73           |
| Siegerland*    | 235 579                 | 235.488                 | -0,04           |
| Wittgenstein** | 41 255                  | 38.258                  | −7,26           |

*Siegerland: Burbach, Freudenberg, Hilchenbach, Kreuztal, Netphen, Neunkirchen, Siegen, Wilnsdorf (Altkreis Siegen)
**Wittgenstein: Bad Berleburg, Bad Laasphe, Erndtebrück (Altkreis Wittgenstein)

### Konfessionsstatistik
Gemäß dem Zensus 2022 waren 43,7 % der Einwohner evangelisch, 18,3 % katholisch, und 38,0 % waren konfessionslos, gehörten einer anderen Glaubensgemeinschaft an oder machten keine Angabe. Kreis Siegen-Wittgenstein war Anfang 2022 eins von 3 Kreisen in Nordrhein-Westfalen die eine (kleine) evangelische Mehrheit hatten.
Im Jahr 2022 und im Jahr 2023 sind 1 % der Gesamtbevölkerung aus der Kirche ausgetreten. Im Jahr 2024 sind fast 1 % (2.260 Menschen) der Gesamtbevölkerung aus der Kirche ausgetreten.

## Politik

### Kreistag
- Linke: 2
- Grüne: 8
- SPD: 16
- UWG: 3
- FDP: 3
- CDU: 15
- FWM: 3
- AfD: 4

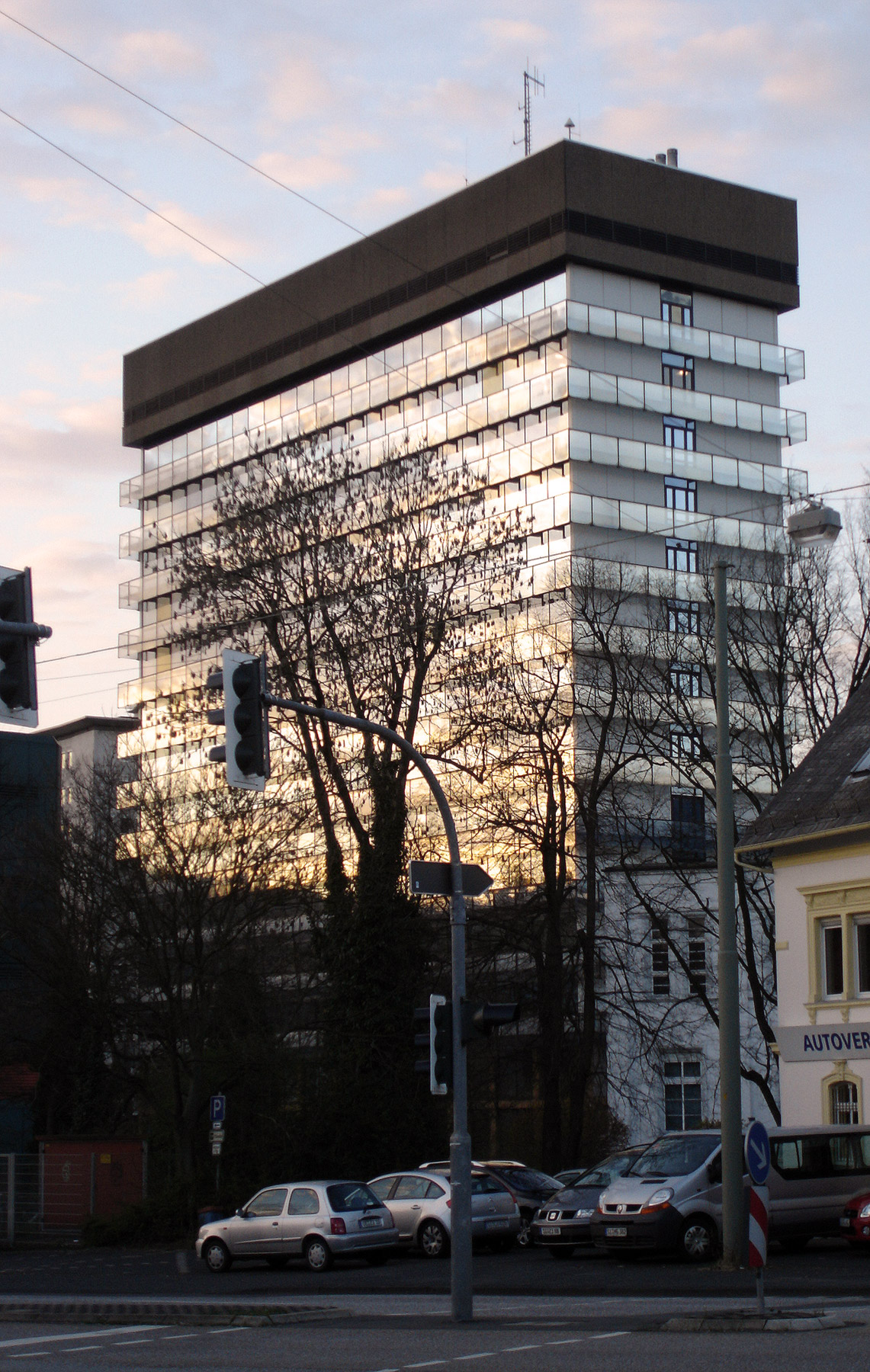
Das 1977 in Dienst gestellte Kreishaus in Siegen vor der Sanierung

Die 54 Sitze des Kreistages verteilen sich nach der Kommunalwahl am 13. September 2020 wie folgt:
- CDU 18 Sitze
- SPD 16 Sitze
- Grüne 8 Sitze
- AfD 4 Sitze.
- FDP 3 Sitze
- UWG 3 Sitze
- Linke 2 Sitze

Gesamt: 54 Sitze
- Landrat Andreas Müller (SPD)[18]

### Landrat
Landrat ist Andreas Müller (SPD). Er setzte sich am 15. Juni 2014 bei der Stichwahl des Landrates mit knapp 60 % gegen den vorherigen Amtsinhaber Paul Breuer (CDU) durch und wurde 2020 im Amt bestätigt. Der Kreistag wählte am 6. November 2020 Ursula Belz (CDU), Waltraud Schäfer (SPD) und André Jung (CDU) zu den Stellvertretern des Landrats. Bisherige Landräte des Kreises Siegen-Wittgenstein waren:
- Hermann Schmidt (1964–1983), SPD, vor 1975 Landrat des Rechtsvorgängers Kreis Siegen
- Hans-Jürgen Beineke (1983–1984), CDU
- Hilmar Selle (1984), SPD
- Walter Nienhagen (1984–1999), SPD
- Elmar Schneider (1999–2003), CDU
- Paul Breuer (2003–2014), CDU

Amtszeit und Name der Oberkreisdirektoren:
- Karlheinz Forster (1972–1999), SPD, vor 1975 Oberkreisdirektor des Rechtsvorgängers Kreis Siegen

### Landtagsabgeordnete
Folgende Abgeordnete vertraten beziehungsweise vertreten den Kreis Siegen oder den Kreis Siegen-Wittgenstein seit 1946 im Landtag Nordrhein-Westfalen oder stammten aus Siegen/Siegerland und vertraten andere Wahlkreise in NRW im Landtag:
- Ernst Achenbach, (FDP), 1950–1958
- Ernst Bach, (CDU), 1958–1965
- Monika Brunert-Jetter, (CDU), 1995–2012
- Joseph Büttner, (CDU), 1947–1962
- Albert Falke, (CDU), 1962–1980
- Hedwig Finger, (CDU), 1946–1954
- Lotte Friese-Korn, (FDP), 1947–1954
- Anke Fuchs-Dreisbach, (CDU), seit 2017
- Falk Heinrichs, (SPD), 2012–2017
- Alexander Hirschfeld, (Nationale Rechte/FDP), 1951–1958, 1961–1962
- Hans Hoof, (CDU), 1980–1990
- Jens Kamieth, (CDU), seit 2010
- Volkmar Klein, (CDU), 1995–2009
- Karl Knipschild, (CDU), 1980–1995
- Edith Langner, (CDU), 1966–1975
- Loke Mernizka, (SPD), 1980–1996
- Bernhard Meuser, (CDU), 1946–1947
- Friedrich Middelhauve, (FDP), 1946–1958
- Georg-Wilhelm Mietz, (CDU), 1975–1980, 1983–1990
- Hans-Dieter Moritz, (SPD), 1985–2005
- Heinrich Otto, (KPD), 1946
- Gudrun Reinhardt, (CDU), 1990–2000
- Hans Reinhardt, (SPD), 1962–1975
- Johannes Remmel (Die Grünen), seit 1995
- Otto Rippel, (CDU), 1946–1950
- Hermann Schmidt (SPD), 1950–1961
- Helga Schwarz-Schumann, (SPD), 2000–2010
- Walter Seelbach, (CDU), 1950–1958
- Hilmar Selle, (SPD), 1976–1985
- Paul Steup, (CDU), 1946–1950
- Artur Sträter, (CDU), 1950–1958
- Hagen Tschoeltsch, (FDP), 1985–1995
- Hans-Georg Vitt, (SPD), 1962–1980
- Tanja Wagener, (SPD), 2012–2017
- Hermann Weber, (CDU), 1959–1965

### Wappen
| Wappen des Kreises Siegen-Wittgenstein | Blasonierung: „Von Weiß (Silber) und Blau gespalten, vorn zwei schwarze Pfähle, hinten auf 7 gelbe (goldene) Längsschindeln ein gelber (goldener) rotbewehrter Löwe aufgelegt, im gelben (goldenen) Schildfuß vorn ein blaues schräg gestelltes Haubergsmesser, hinten über dem Griff des Messers eine blaue, rot brennende Grubenlampe.“ |
| Wappen des Kreises Siegen-Wittgenstein | Wappenbegründung: Das Wappen wurde am 1. Oktober 1999 vom Regierungspräsidenten in Arnsberg genehmigt. Der nassauische Löwe im hinteren Feld, umgeben von Schindeln, sowie die Farben Blau und Gold entstammen dem Wappen des Hauses Nassau frühere Landesherren über das Kreisgebiet. Das vordere Feld geht aus dem Wappen des bei der 1975 bereits vorgenommenen Kreisreform hinzugekommenen Kreises Wittgenstein hervor. Das Haubergsknipp (= Messer) und die Grubenlampe im unteren Bereich stehen für den Bergbau und die Industrie im Kreisgebiet, die wesentlich zu der Entwicklung beigetragen haben. |

Mit dem Zusammenschluss der Kreise Siegen und Wittgenstein zum Kreis Siegen sollte das Wappen eigentlich Symbole beider Kreishälften zeigen. Aber: Weil die Siegerländer nicht auf das Haubergsmesser und die Grubenlampe verzichten möchten, hätte das neue Wappen dreiteilig sein müssen. Der damalige Entwurf wird daraufhin vom Staatsarchiv in Münster abgelehnt. Daher bleibt es zunächst, analog zum Namen (weiter „Kreis Siegen“) , beim alten Wappen des Altkreises Siegen. Die Namensänderung auf „Siegen-Wittgenstein“ im Jahr 1984 führte zu einer erneuten Wappendiskussion, die mit dem Kompromiss endete, das hintere Feld in den Farben des Altkreises Wittgenstein anzupassen, so dass das Feld silbern (weiß) und die Grubenlampe und der Haubergsknipp schwarz dargestellt wurden. 1999 wurden schließlich die wittgensteinischen Pfähle integriert und das heutige dreiteilige Wappen genehmigt.

Wappen des Kreises Siegen bis 1987
Wappen des Kreises Siegen-Wittgenstein 1987–1999
Banner des Kreises

## Bauwerke und Sehenswürdigkeiten

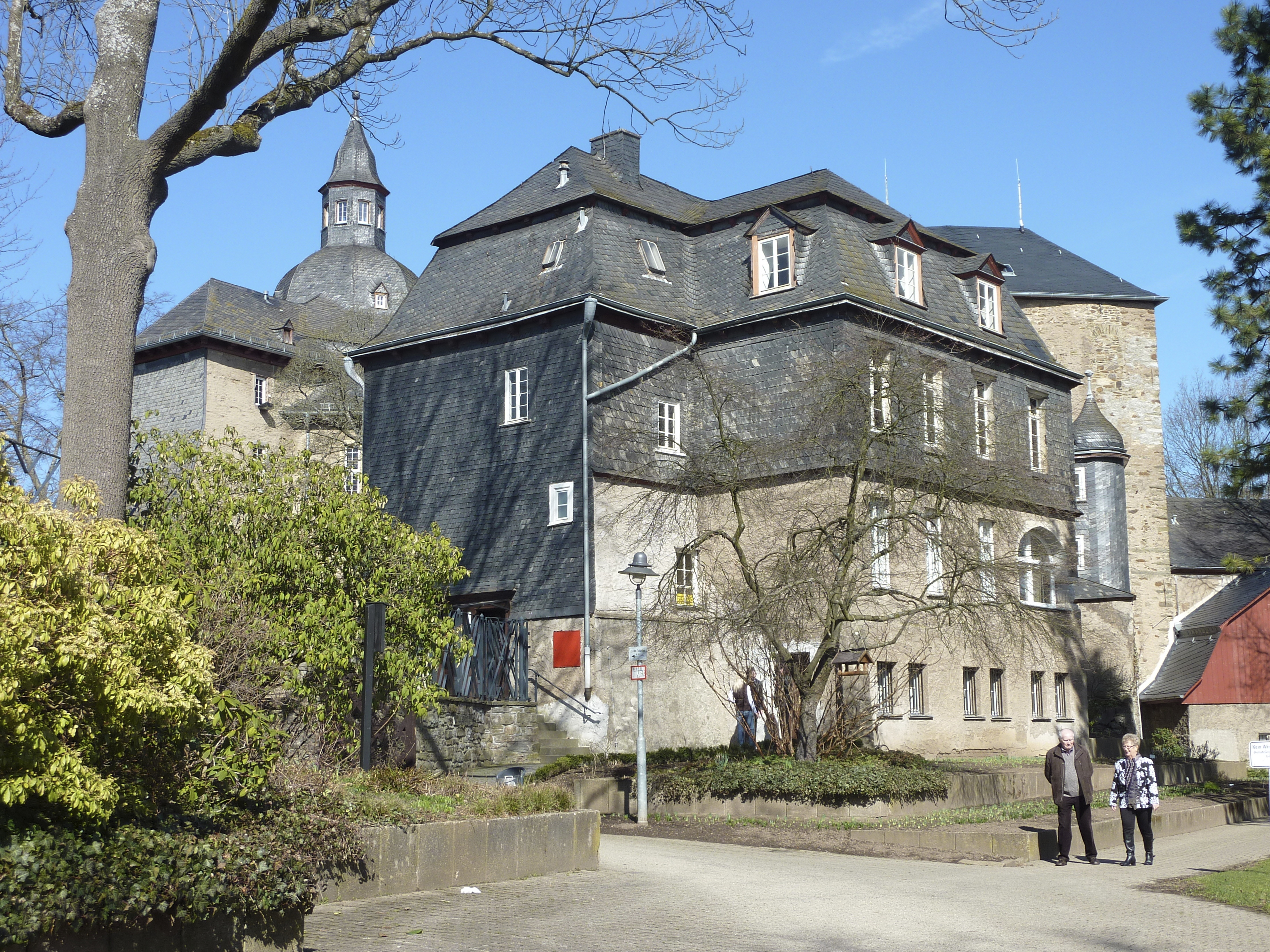
Das Obere Schloss in Siegen

### Oberes Schloss zu Siegen
Die Höhenburg des Oberen Schlosses auf dem Siegberg wurde 1259 erstmals urkundlich erwähnt und war im Mittelalter die Stammburg des Hauses Nassau. Seit 1905 befindet sich hier das Siegerlandmuseum. Hier findet man neben Zeugnissen aus der Region, darunter einem (künstlich angelegten) Schaubergwerk, auch zahlreiche Gemälde. Den Schwerpunkt bilden dabei Arbeiten des wohl bekanntesten Sohns der Stadt, Peter Paul Rubens. Zudem befindet sich hier eine umfangreiche Porträtsammlung der Nassauer und Oranier. Das Dachgeschoss ist der Wohnkultur des 19. Jahrhunderts gewidmet. Eine Küche aus dem Siegerland, eine Schlafstube und zahlreiche Möbel aus der Biedermeierzeit vermitteln einen Eindruck vom Leben in der Region.

### Unteres Schloss zu Siegen

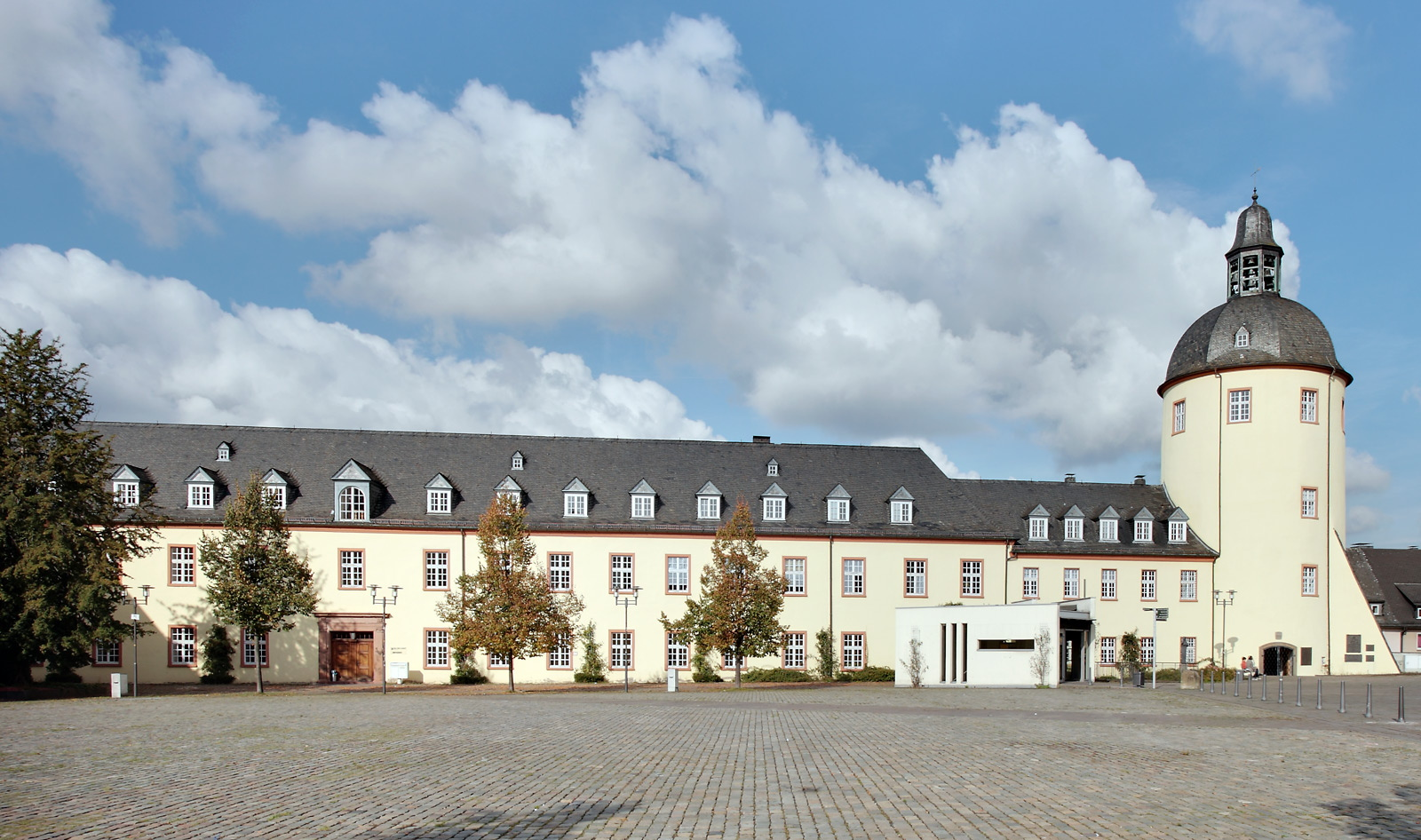
Seitenflügel des Unteren Schlosses mit Dickem Turm

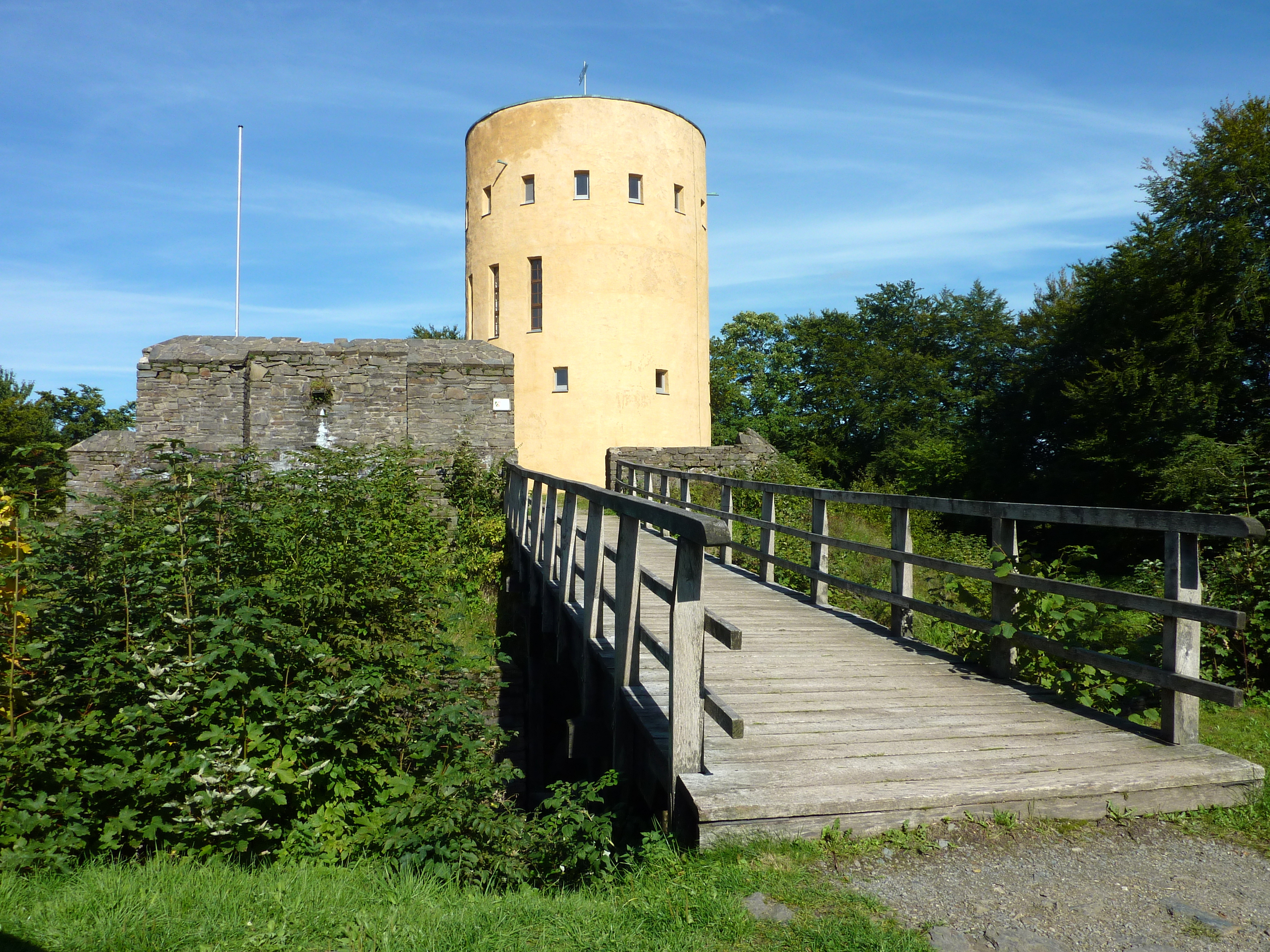
Ruine der Ginsburg über Hilchenbach-Grund

Am Ende des 17. Jahrhunderts entstand das Untere Schloss in seiner heutigen einem offenen Rechteck gleichenden Bauform. Die evangelische Linie des Hauses Nassau-Siegen residierte dort. Zu dem Schloss gehört auch der „Dicke Turm“ mit Glockenspiel. Im Jahr 1959 richtete die Stadt Siegen dort eine Gedenkstätte für Opfer von Krieg und Gewaltherrschaft ein. In dem Schloss befindet sich auch die Gruft des evangelischen Teils des Nassauischen Fürstenhauses.
Bis in die 2010er Jahre diente das Schloss als Landesbehördenhaus, in dem das Arbeitsgericht Siegen, der Bau- und Liegenschaftsbetrieb NRW, das Staatliche Umweltamt Siegen, das Amt für Arbeitsschutz und die Justizvollzugsanstalt Attendorn – Zweiganstalt Siegen – ansässig waren. Mittlerweile wird ein großer Teil der Liegenschaften bereits als Campus der Universität Siegen genutzt, diese Nutzung wird sich in den nächsten Jahren nach Fertigstellung der dafür notwendigen Umbauarbeiten weiter erhöhen.

### Ginsburg
Die Ginsburg, hoch über Hilchenbach-Grund gelegen wurde im Jahre 1255 als nassauische Grenzbefestigung erwähnt. Geschichtliche Bedeutung erlangte die Burg im Jahre 1568 als Wilhelm I. auf der Burg Pläne für die Befreiung der Niederlande entwarf und dort die letzten Feldzugsvorbereitungen traf. Auf der Ginsburger Heide war der Sammelpunkt der dritten Heeresgruppe unter Graf Ludwig von Nassau, was die Ginsburg, und somit Hilchenbach, zu einem Ausgangspunkt des niederländischen Freiheitskampfes machte. Heute ist von der Burg nur noch der rekonstruierte Bergfried vollständig erhalten, die restliche Anlage als konservierte Ruine.

### Schloss Bad Berleburg

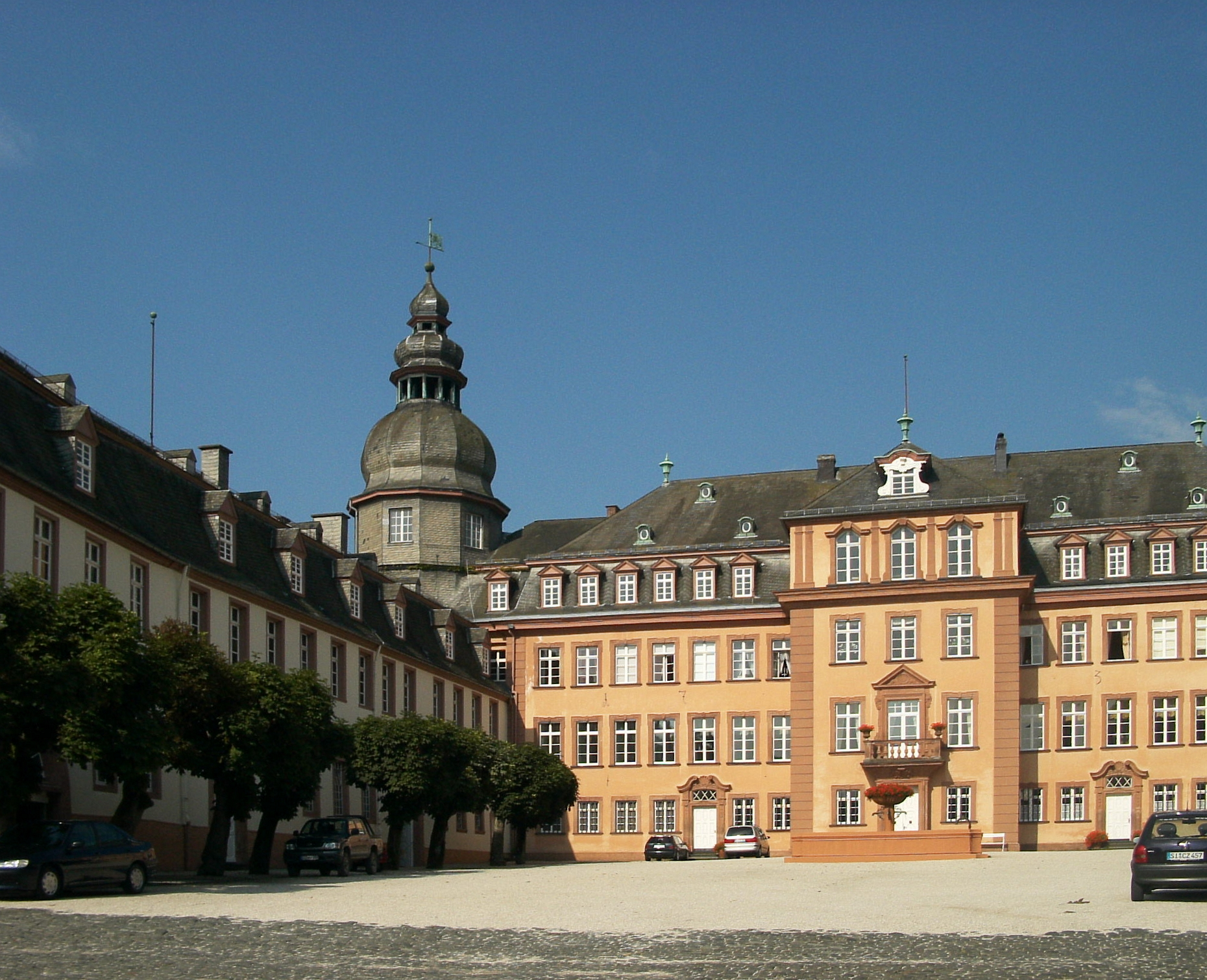
Schloss Berleburg

Schloss Berleburg wurde im Jahr 1258 vom Grafen Siegfried I. und dem Klostervogt Adolf I. von Grafschaft erbaut. Die Doppelherrschaft in Berleburg endete im Jahr 1332, als Widekind von Grafschaft zu Gunsten Siegfrieds II. von Wittgenstein im Jahr 1322 auf seine Rechte an der Stadt verzichtete. Nachdem dieser als letzter in dem Geschlecht der Wittgensteiner Grafen gestorben war, trat sein Schwiegersohn Salentin von Sayn das Erbe an. Er begründete das Haus Sayn-Wittgenstein.
In den Jahren 1555 bis 1557 wurde der zweigeschossige Nordflügel des Schlosses erweitert. 1585 folgte der Bau des Torhauses. Während der Regierungszeit des Grafen Casimir errichtete man von 1731 bis 1733 den dreigeschossigen Mittelflügel, der 1902 nochmals umgebaut wurde. Von 1732 bis 1739 wurde das Corps de Logis von Schloss Berleburg nach den Plänen von Julius Ludwig Rothweil ausgeführt. Friedrich von Thiersch fügte anlässlich eines Umbaus im Jahre 1912 die flankierenden Türme hinzu und veränderte das Treppenhaus. Das Schloss ist bis heute im Besitz der Familie Sayn-Wittgenstein-Berleburg.

### Schloss Wittgenstein

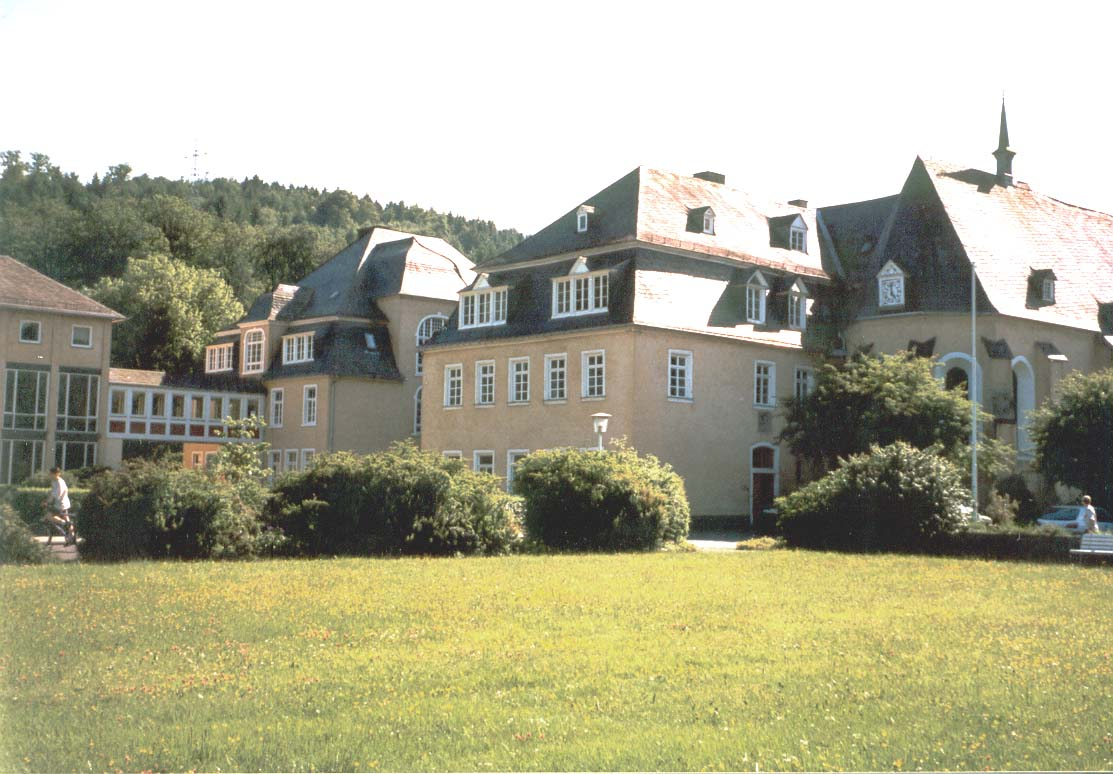
Stift Keppel: Ansicht der Wappenhalle mit Seufzerbrücke zum Abteiflügel, des Neuen Hauses und der Stiftskirche

Eine Burg wurde 1187 erstmals als „Widenkindigstein“ urkundlich erwähnt. Mit der Anlage dieser Burg sicherte das Haus Battenberg seinen Einfluss im Wittgensteiner Land an der oberen Lahn. Im Jahr 1238 folgte die Teilung des Hauses Battenberg in eine Battenberger und eine Wittgensteiner Linie durch die Söhne Widekinds I. Die Burg Wittgenstein und die Stadt Laasphe kamen an Siegfried I., der sich nunmehr Graf von Wittgenstein nannte. Mit dem Aussterben der Grafen von Wittgenstein im Mannesstamm 1359 fiel die Burg an das Haus Sayn-Wittgenstein. Während des Dreißigjährigen Kriegs wurde das Schloss 1634 besetzt und erheblich beschädigt, wurde jedoch wieder instand gesetzt. Bis 1950 diente es als Wohnsitz der Fürsten zu Sayn-Wittgenstein-Hohenstein.
Nachdem die Fürsten in das Schloss Schwarzenau umgezogen waren, wurde das Wohnheim eines Internats im Schloss untergebracht. Während der 1960er Jahre wurde dieses in das Gymnasium Schloss Wittgenstein umgewandelt.
Die unregelmäßige Dreiflügelanlage des Schlosses erstreckt sich über eine Länge von ungefähr 125 Meter. Die Anlage wurde in mehreren Bauabschnitten errichtet und weist keinen einheitlichen Baustil auf. Überwiegend ist das Gebäude der Renaissance und dem Barock zuzurechnen.

### Stift Keppel
Das ehemalige Prämonstratenserinnenstift Keppel bei Hilchenbach-Allenbach ist eines der bedeutendsten barocken Kleinode des Siegerlandes: Besonders sehenswert sind die romanisch-gotische Stiftkirche mit barocker Innenausstattung, das Neue Haus, der Konventssaal und das kleine Stiftsmuseum.
Keppel wurde vor 1239 von Friedrich vom Hain gestiftet und stand unter dem Protektorat des Grafen- und Fürstenhauses Nassau-Oranien, später des preußischen Königshauses. Nach der Reformation wurde Keppel 1547 ein adeliges Damenstift mit einer Mädchenschule, später ein Oberlyzeum und Lehrerinnenseminar. Heute ist Stift Keppel ein Gymnasium mit Tagungs- und Gästehaus und einem kleinen Museum.

### Breitenbachtalsperre
Zwischen den Hilchenbach-Dahlbruch und Hilchenbach-Allenbach befindet sich die Breitenbachtalsperre, die mit ihrem Stausee der Wasserversorgung des Siegerlands dient. Hier bieten sich zahlreiche Möglichkeiten für Wanderungen.

### Martinikirche
Die Martinikirche in Netphen ist eine Hallenkirche aus dem 13. Jahrhundert. Bei einbrechender Dunkelheit und in der Nacht wird der romanische Turm der Kirche beleuchtet.

### Obernautalsperre
Die Obernautalsperre in Netphen-Brauersdorf ist mit 15 Mio. m³ die größte Trinkwassertalsperre des Siegerlands. Ein rund 9,6 km langer Wirtschaftsweg, der komplett um die Talsperre herumführt, lädt zu Wanderungen ein. Sie wird überragt von der Alten Burg (632,9 m ü. NN), einer Fluchtburg und Kultstätte aus der La-Tène-Zeit ab 500 v. Chr. Jedes Jahr wird am 31. Dezember dort ein Volkslauf ausgetragen.

### Wasserburg Hainchen
In Netphen-Hainchen befindet sich die wiederaufgebaute Wasserburg Hainchen.

### Wisent-Wildnis
Bei Bad Berleburg befindet sich mit der Wisent-Wildnis eine Herde wildlebender Wisente, welche es so seit Jahrhunderten nicht mehr in Deutschland gab. Das Artenschutzprojekt ist deutschlandweit einmalig.

## Kultur
In Siegen bieten das Apollo-Theater, das Kulturhaus Lyz und das Bruchwerk-Theater Schauspiel, Konzerte, Tanzaufführungen, Musiktheater, zeitgenössisches Theater, Gegenwartsdramatik, Kabarett- und Varieté-Veranstaltungen.
Das „Kultur!Büro“ des Kreises Siegen-Wittgenstein veranstaltet jährlich an Pfingsten das Kultur-Festival KulturPur auf dem Giller bei Hilchenbach.
Die in Siegen angesiedelte Philharmonie Südwestfalen gibt seit 50 Jahren Konzerte im Bereich der klassischen Musik. Zum Jahreswechsel 2006/2007 gastierte das Orchester in China. Chefdirigent ist seit der Spielzeit 2019/2020 Nabil Shehata.
Nicht zuletzt haben inzwischen auch die Dilldappen seit 1982 einen festen Platz in der Kulturlandschaft Siegen-Wittgenstein.

## Infrastruktur und Wirtschaft
Im Zukunftsatlas 2016 belegte der Kreis Siegen-Wittgenstein Platz 227 von 402 Landkreisen, Kommunalverbänden und kreisfreien Städten in Deutschland und zählt damit zu den Regionen mit „ausgeglichenem Chancen-Risiko Mix“ für die Zukunft.

### Verkehr

#### Luftverkehr
Auf der Lipper Höhe bei Burbach befindet sich der Verkehrsflughafen Siegerland. Weltweite Verbindungen werden über die Flughäfen in Düsseldorf, Dortmund, Frankfurt und Köln abgewickelt.

#### Schienen- und Busverkehr
Der Kreis Siegen-Wittgenstein wird von sechs Eisenbahnstrecken erschlossen:
- der zweigleisigen elektrifizierten Ruhr-Sieg-Strecke, auf der im Schienenpersonennahverkehr

der Dortmund-Siegerland-Express (RE 34) und
die Ruhr-Sieg-Bahn (RB 91) verkehren.
- der Rothaarbahn (RB 93).
- der Oberen Lahntalbahn (RB 94/RMV-Linie 43).
- der zweigleisigen elektrifizierten Dillstrecke, auf der

der Main-Sieg-Express (RE 99) und
der Intercity (IC 34)
und die Sieg-Dill-Bahn (RB 95) verkehren.
- der Hellertalbahn (RB 96).
- der zweigleisigen elektrifizierten Siegstrecke, auf der

der Rhein-Sieg-Express (RE 9) und
die Westerwald-Sieg-Bahn (RB 90) verkehren.
Wichtigster und größter Bahnhof im Kreisgebiet ist der Siegener Hauptbahnhof. Er bietet im Regionalverkehr Verbindungen u. a. in Richtung Köln, Aachen, Hagen, Dortmund, Gießen und Frankfurt sowie im Fernverkehr Richtung Frankfurt, Dortmund, Münster und Norddeich Mole. Saisonal verkehren hier Touristikzüge in die Alpenregion, z. B. nach München oder Innsbruck.
Für den gesamten Öffentlichen Personennahverkehr (ÖPNV) galt der Tarif der Verkehrsgemeinschaft Westfalen-Süd (VGWS), welcher im August 2017 vom Westfalentarif abgelöst wurde und tarifraumüberschreitend der NRW-Tarif.
Der Kreis betätigt sich auch selbst als Verkehrsunternehmer, u. a. mit der Kreisbahn Siegen-Wittgenstein. In Siegen-Weidenau besteht ein Gleisanschluss nach Netphen zur Bedienung mehrerer Industriebetriebe. Die Strecke weiter nach Deuz und Werthenbach wurde 2004 ab Dreis-Tiefenbach stillgelegt. 2009 folgte der Abbau der dortigen Schienen und Schwellen. Lediglich im Bereich Walzen-Irle verblieb ein Inselbetrieb.
Stillgelegt wurden die Bahnstrecken von Bad Berleburg nach Frankenberg über Hatzfeld (Eder) sowie von Birkelbach nach Altenhundem im Norden und von Olpe nach Betzdorf im Westen des Kreises.

#### Straßen
Der Kreis Siegen-Wittgenstein wird von den Bundesautobahnen
- A 45 (E 40/E 41) Dortmund–Aschaffenburg (Sauerlandlinie) und
- A 4 (E 40) Köln–Kreuztal (Übergehend in die HTS bis Siegen-Niederschelden)

erschlossen.
Die A 4 zwischen der AS 28 Wenden und Kreuztal wurde neu gebaut. In Höhe des Kreuztaler Ortsteils Krombach geht sie in die Hüttentalstraße (B 54/B 62) über. Auf dem zwölf Kilometer langen Abschnitt entstanden acht Talbrücken sowie zehn Unter- und Überführungen.
Der umstrittene Weiterbau der A 4 durch das nördliche Kreisgebiet bis zur A 4 bei Bad Hersfeld/Hessen ist im aktuellen Bundesverkehrswegeplan, der seit 2004 Rechtskraft hat, nicht mehr berücksichtigt worden und aus der Planung herausgenommen worden. Die Gründe dafür waren in der politischen Konstellation beim Bund und in den beiden beteiligten Bundesländern wie auch in der aufwändigen Finanzierung des Fernstraßenprojektes durch große zusammenhängende und geschützte Landschaftsgebiete zu sehen, sie ergaben sich auch aus der zur Fortschreibung des Bundesfernstraßenbedarfsplans in Auftrag gegebenen Machbarkeitsstudie des Bundesverkehrsministers (1999) und deren zusammenfassender Beurteilung.
Die Gutachter wiesen in ihrer Machbarkeitsstudie auf die „außerordentliche(n) Beeinträchtigungen von Natur und Landschaft“ hin, die mit dem Weiterbau der A 4 durch das Rothaargebirge und im benachbarten Hessen entstehen würden, Beeinträchtigungen, die die Gutachter – wie bereits eine Reihe früherer Gutachter – für „nicht vertretbar“ hielten. Die weiterhin erhobene – und bestehende – Forderung der politischen Mehrheit im Kreistag, eine alternative West-/Ost-Fernstraßenplanung – mit nahezu gleicher Dimensionierung – in die Fernstraßenbedarfsplanung aufzunehmen, fand bei der Verabschiedung des Bundesverkehrswegeplans im Juli 2004 keine Berücksichtigung mehr.

### Wasserversorgung
Die Wasserversorgung im Siegerland wird über den Wasserverband Siegen-Wittgenstein (WVS) gewährleistet. Dieser hält zur Verteilung des Trinkwassers ein 306 Kilometer langes Transportleitungsnetz bereit. Der Durchmesser der Rohrleitungen variiert zwischen 100 und 800 mm. Im Kreisgebiet dienen, unterstützt von 27 Pumpwerken, 24 Hochbehälter mit einem Gesamtfassungsvermögen von 54.000 m³ der Aufrechterhaltung der Wasserverteilung in der Region. Einer dieser Hochbehälter ist beispielsweise der „Bürbacher Kopf“ in Siegen. Zu den Pumpwerken zählt das Grundwasserwerk „Pützhorn“ an der Eiserfelder Straße. Letzteres wurde in den Jahren 1939 und 1940 erbaut und verursachte Baukosten von 250.000 Reichsmark. Zum Wasserversorgungssystem zählen ebenso die beiden Talsperren Obernautalsperre und Breitenbachtalsperre wie auch die in Dreis-Tiefenbach befindliche Aufbereitungsanlage.

### Energieversorgung
Im Kreisgebiet befinden sich einige Windparks wie der Windpark Hesselbach (Bad Laasphe) mit einer installierten Leistung von knapp 31 MW, der Bürgerwindpark Hilchenbach (10 MW), der Windpark Kalteiche/Löhrsberg (Wilnsdorf, 7,5 MW) und der Windpark Weisenberg Nord (Burbach) und der Windpark Osterholz (Bad Berleburg).

### Wirtschaft
Die Wirtschaft des früheren Kreises Siegen ist von der bis ins Jahr 600 v. Chr. zurückreichenden Eisenverhüttung und -verarbeitung geprägt, während in der Region des früheren Kreises Wittgenstein hauptsächlich die Forstwirtschaft sowie der Kurbäderbetrieb von Bedeutung sind.
Im Siegerland gibt es zudem verarbeitendes Gewerbe und Produktion, darunter u. a. Kfz.-Anhänger eines wichtigen Fabrikanten, sowie mehrere Brauereien, darunter die Krombacher Brauerei.

### Rettungsdienst

#### Geschichte des Rettungsdienstes
Anfang der 1960er Jahre beginnen einige ehrenamtliche Sanitätsbereitschaften Krankentransporte durchzuführen. In der Mitte dieses Jahrzehnts wurden erstmals Krankenwagenfahrer fest eingestellt, und auch einige Rettungsstationen entstanden.
In den 1970er Jahren wurden einige Rettungsstationen vom DRK Kreisverband Siegen-Wittgenstein e. V., dem heutigen Leistungserbringer des Rettungsdienstes im Kreisgebiet, übernommen.
Anfang der 1980er Jahre entstehen die Rettungswachen Erndtebrück und Wahlbach. Die anderen heute noch bestehenden Rettungswachen bestanden zu diesem Zeitpunkt bereits. 1981 wurden die ersten Rettungssanitäter ausgebildet und die seit 1980 bestehende Leitstelle bei der Feuerwehr Siegen ist von nun an über die Notrufnummer 112 aus dem gesamten Kreisgebiet zu erreichen. 1982 wurde der Rettungshubschrauber Christoph 25 am Siegener Jung-Stilling-Krankenhaus stationiert.
2005 wurde ein Ausbildungszentrum für Notfallmedizin eröffnet.

#### Allgemeines
Leistungserbringer des öffentlichen Rettungsdienstes im Kreisgebiet ist der DRK Kreisverband Siegen-Wittgenstein e. V. und die Feuerwehr Siegen im Stadtgebiet Siegen. Jeweils eine Rettungswache gibt es in Kreuztal-Ferndorf, Netphen, Bad Berleburg, Wilnsdorf, Bad Laasphe, Freudenberg, Burbach-Wahlbach, Erndtebrück-Womelsdorf und Siegen-Weidenau. An allen Rettungswachen, außer an der in Erndtebrück, sind neben mindestens einem Rettungswagen (RTW) auch ein Notarzteinsatzfahrzeug (NEF) stationiert. Das NEF der Feuerwehr Siegen ist in der Regel an einem der Siegener Krankenhäuser stationiert.
Alarmierungen werden kreisweit über den Notruf 112 angenommen und digital durch die Kreisleitstelle in Siegen-Weidenau (Rufname: Leitstelle Siegen-Wittgenstein) durchgeführt.

## Kfz-Kennzeichen
Am 1. Juli 1956 wurde dem Landkreis Siegen bei der Einführung der bis heute gültigen Kfz-Kennzeichen das Unterscheidungszeichen SI zugewiesen. Es wird im Kreis Siegen-Wittgenstein durchgängig bis heute ausgegeben.
Bis in die 1990er Jahre erhielten Fahrzeuge aus dem Altkreis Wittgenstein Kennzeichen mit den Buchstabenpaaren HA bis HZ sowie LA bis LZ und den Zahlen von 1 bis 999.
Seit dem 13. November 2012 ist auch das Unterscheidungszeichen BLB (Bad Berleburg) im Rahmen der Kennzeichenliberalisierung erhältlich. Bei der Einführung waren noch 800 Altkennzeichen vom früheren Kreis Wittgenstein vergeben. Bis September 2014 wurden über 5.600 Exemplare herausgegeben, bis Dezember 2015 rund 8000. Dabei entspricht dies einem Anteil von 22 % bei etwa 36.000 in Wittgenstein zugelassenen Fahrzeugen. Die Tendenz sei dabei steigend.